# Joe Delahanty
Joseph Nicholas „Joe“ Delahanty (* 18. Oktober 1875 in Cleveland, Ohio; † 29. Januar 1936 ebenda) war ein US-amerikanischer Baseballspieler in der Major League Baseball (MLB) auf der Position des Left Fielders. Delahantys Karriere dauerte 15 Jahre an, von den er zwölf Jahre in den Minor Leagues und drei Jahre in der MLB bei den St. Louis Cardinals spielte.
Seine Brüder Ed, Frank, Jim und Tom spielten ebenfalls in der MLB.

## Biografie
Delahanty wurde als Sohn der irischen Einwanderer James (1842–1919) und Bridget Delahanty (1849–1926, geborene Croke) geboren. Im Alter von 21 Jahren begann er seine Profikarriere in den Minor Leagues bei den Fall River Indians. Er spielte nur 24 Spiele für die Indians, kam aber auf einen Schlagdurchschnitt von ,344. Noch im selben Jahr verließ er die Indians um sich den Newport Colts und danach den Wheeling Nailers anzuschließen. 1898 und 1899 spielte er an der Seite seiner Brüder Jim und Tom bei den Allentown Peanuts. Delahanty musste 1898 verletzungsbedingt 37 Spiele aussetzen, lief aber trotzdem 85 Mal für die Peanuts auf und erreichte einen Schlagdurchschnitt von ,311. Ein Jahr darauf wurde er zum Most Valuable Player der Peanuts ernannt. Bis zu seiner Verpflichtung 1907 von den St. Louis Cardinals spielte er bei verschiedenen Minor-League-Teams. Sein Debüt in der MLB gab er am 30. September 1907 im Trikot der St. Louis Cardinals, für die er in dieser Saison nur noch sieben Spiele machen konnte. Trotzdem überzeugte er offensiv und schlug einen Home Run, stohl drei Bases und hatte einen Schlagdurchschnitt von ,311. Im Jahr darauf verzeichneten die Cardinals nur 43 Siege und 111 Niederlagen, wovon Delahanty an 140 Spielen beteiligt war. 1909 machte er 123 Spiele für St. Louis, erreichte jedoch nur einen Schlagdurchschnitt von ,214. Diese Saison sollte gleichzeitig seine letzte in der MLB sein, denn er machte am 6. Oktober des Jahres sein letztes Spiel für die Cardinals. Delahanty spielte anschließend bis 1910 bei verschiedenen Minor-League-Teams.
Nach seiner aktiven Karriere arbeitete er in einem Polizeibüro. Delahanty verstarb am 29. Januar 1936 im Alter von 60 Jahren in Cleveland.